# Cúp bóng đá Mùa xuân
Cúp bóng đá Mùa xuân 2006 hay còn gọi VTV–T&T Cup là giải bóng đá thi đấu giao hữu giữa đội tuyển quốc gia Việt Nam với một số đội tuyển U-23 của các quốc gia khác, do Liên đoàn Bóng đá Việt Nam (VFF) tổ chức. Giải đấu được VTV và Tập đoàn T&T tài trợ với một thỏa thuận trị giá 126,000 USD.
Giải đấu diễn ra từ ngày 16 tháng 4 đến 20 tháng 4 năm 2006 trên Sân vận động Quốc gia Mỹ Đình với 4 đội bóng tham dự, gồm đội tuyển quốc gia Việt Nam, U-23 Iran, U-23 Úc và U-23 Uzbekistan Đội vô địch, á quân và hạng ba được thưởng lần lượt 40.000, 20.000 và 10.000 USD.
Đội tuyển U-23 Iran đã đoạt cúp vô địch với thành tích 1 trận thắng và 2 trận hoà. Cũng được 5 điểm, nhưng U-23 Úc nhận huy chương bạc vì kém hiệu số bàn thắng bại, bộ huy chương đồng thuộc về Việt Nam với 3 điểm. Xếp chót bảng là U-23 Uderbekistan với vỏn vẹn 1 điểm.

## Bảng xếp hạng và kết quả
| VT | Đội             | ST | T | H | B | BT | BB | HS | Đ |
| -- | --------------- | -- | - | - | - | -- | -- | -- | - |
| 1  | U-23 Iran       | 3  | 1 | 2 | 0 | 3  | 1  | +2 | 5 |
| 2  | U-23 Úc         | 3  | 1 | 2 | 0 | 1  | 0  | +1 | 5 |
| 3  | Việt Nam (H)    | 3  | 0 | 3 | 0 | 3  | 3  | 0  | 3 |
| 4  | U-23 Uzbekistan | 3  | 0 | 1 | 2 | 2  | 5  | −3 | 1 |

| U-23 Iran | 0–0      | U-23 Úc |
| --------- | -------- | ------- |
|           | Chi tiết |         |

| Việt Nam                                       | 2–2      | U-23 Uzbekistan  |
| ---------------------------------------------- | -------- | ---------------- |
| - Phan Thanh Bình 12' - Nguyễn Minh Phương 66' | Chi tiết | Erkinov 29', 49' |

| U-23 Iran            | 2–0      | U-23 Uzbekistan |
| -------------------- | -------- | --------------- |
| Ehsan Safar 25', 47' | Chi tiết |                 |

| Việt Nam | 0–0      | U-23 Úc |
| -------- | -------- | ------- |
|          | Chi tiết |         |

| U-23 Úc     | 1–0      | U-23 Uzbekistan |
| ----------- | -------- | --------------- |
| Stanley 75' | Chi tiết |                 |

| Việt Nam         | 1–1      | U-23 Iran  |
| ---------------- | -------- | ---------- |
| Lê Hồng Minh 44' | Chi tiết | Sojaee 25' |